# George Washington University
George Washington University (Uniwersytet Jerzego Waszyngtona) – największa uczelnia w Waszyngtonie.

## Zarys historii
Uczelnia została założona 9 lutego 1821 na mocy ustawy Kongresu, jako szkoła kształcąca przyszłych liderów. Uczy największą liczbę studentów ze wszystkich uniwersytetów w Dystrykcie Kolumbii. Pochodzą oni ze wszystkich 50 stanów amerykańskich oraz z ponad 130 krajów świata.

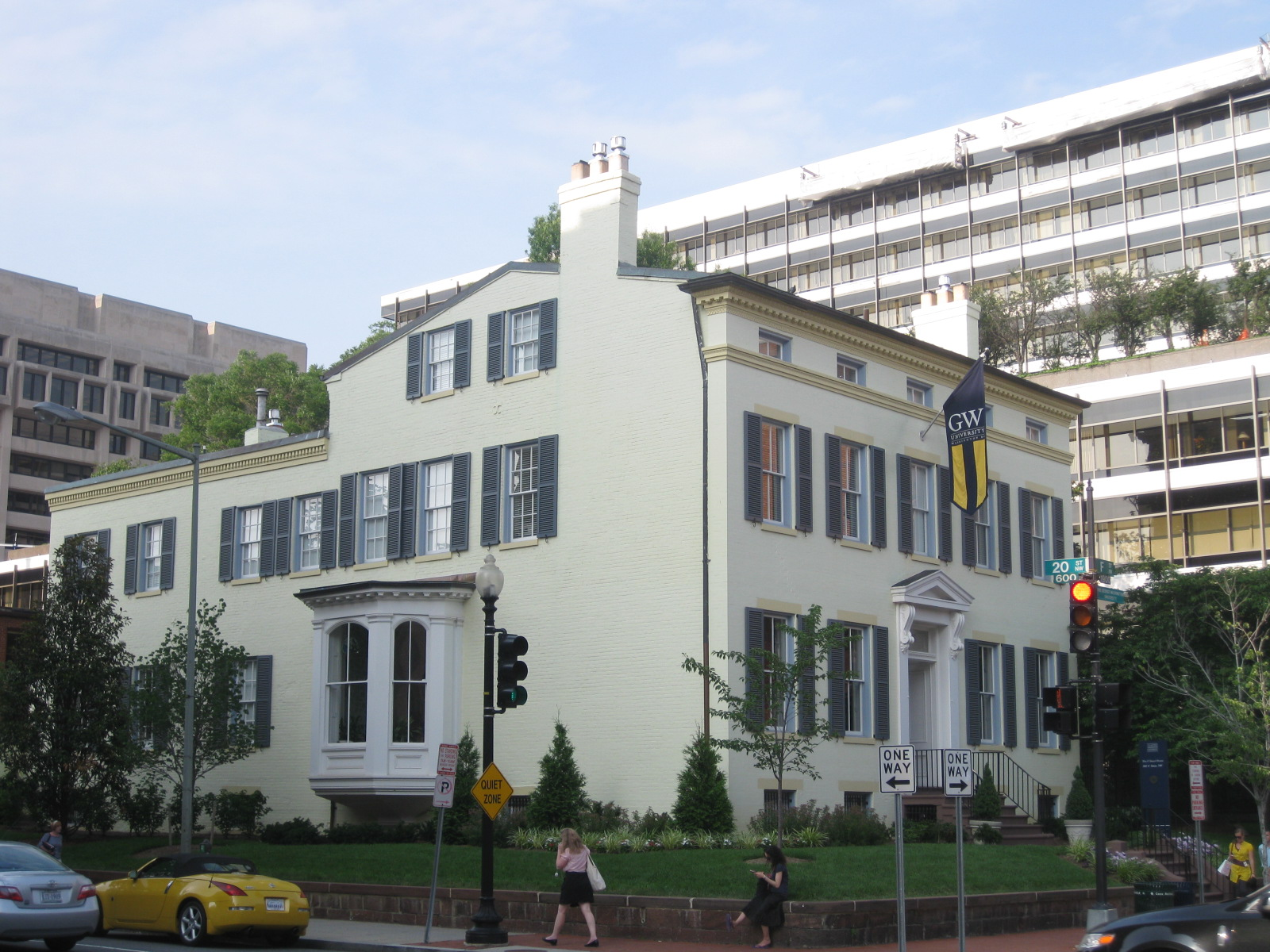
Rektorat

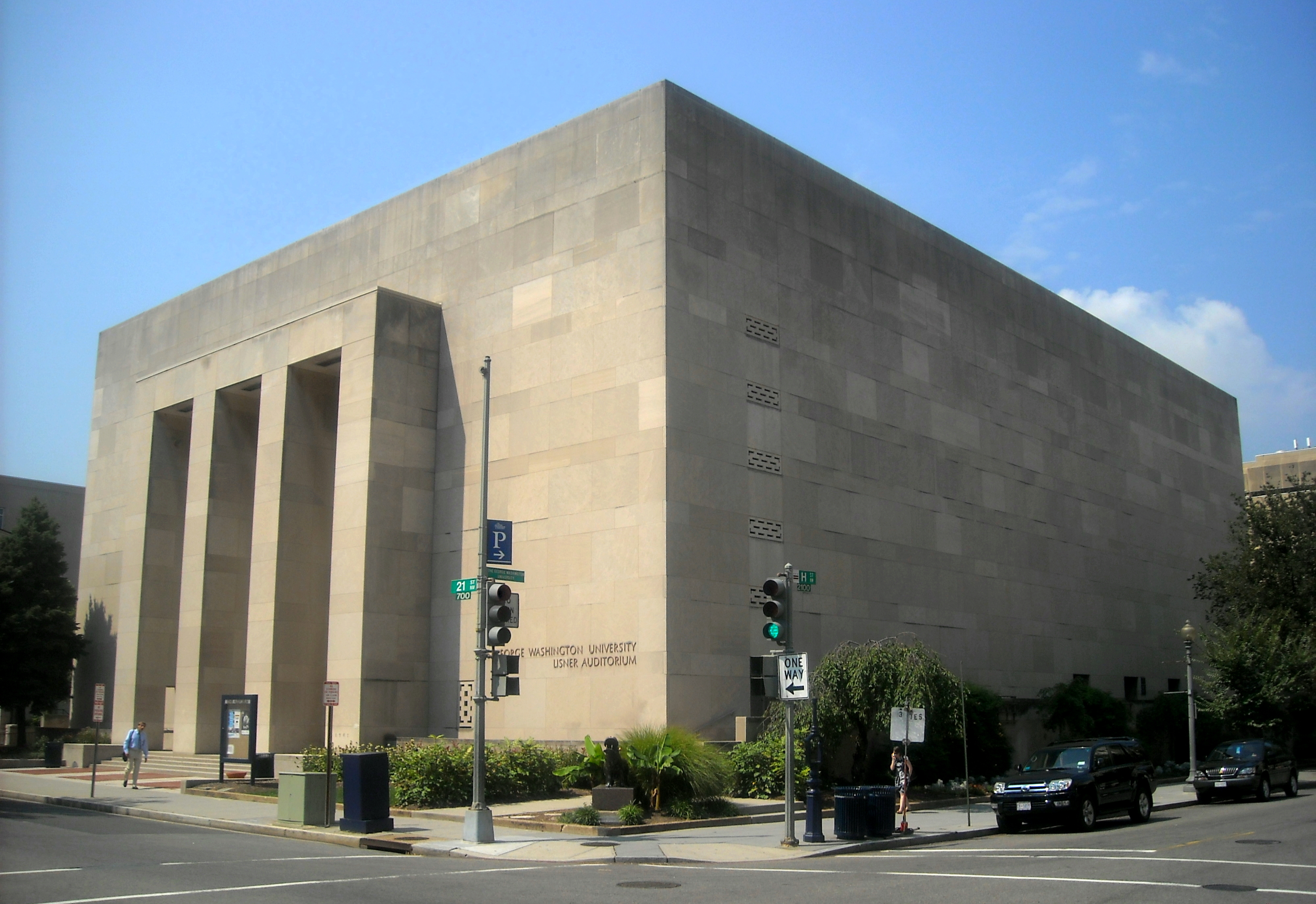
Lisner Auditorium

## Kampusy
- Foggy Bottom Campus w Waszyngtonie
- Mount Vernon Campus w Waszyngtonie
- Technology Campus w Ashburn (Wirginia)

## Wydziały
- Columbian College of Arts and Sciences(inne języki)
- School of Medicine and Health Sciences(inne języki)
- George Washington University Law School(inne języki)
- School of Engineering and Applied Science(inne języki)
- Graduate School of Education and Human Development
- School of Business(inne języki)
- Elliott School of International Affairs(inne języki)
- Milken Institute School of Public Health(inne języki)
- The Graduate School of Political Management(inne języki)
- School of Nursing(inne języki)

## Rektorzy[2]
- Rev. William Staughton (1821–1827)
- Stephen Chapin (1828–1841)
- Joel Smith Bacon (1843–1854)
- Joseph Getchell Binney (1855–1858)
- Rev. George Whitefield Samson (1859–1871)
- James Clarke Welling (1871–1894)
- Benaiah L. Whitman (1895–1900)
- Charles Willis Needham (1902–1910)
- Charles Herbert Stockton (1910–1918)
- William Miller Collier (1918–1921)
- William Mather Lewis (1923–1927)
- Cloyd Heck Marvin (1927–1959)
- Thomas Henry Carroll (1961–1964)
- Lloyd Hartman Elliott (1965–1988)
- Stephen Joel Trachtenberg (1988–2007)
- Steven Knapp (2007–2017)
- Thomas LeBlanc (2017-2021)
- Mark S. Wrighton (2022-2023)
- Ellen M. Granberg (2023-obecnie)

## Znani absolwenci
- Alec Baldwin
- Jacqueline Kennedy Onasis
- Colin Powell
- J. Edgar Hoover